# Vinh Xương Công chúa
Vinh Xương công chúa (chữ Hán: 榮昌公主; 1582 - 1647), công chúa nhà Minh, là đích trưởng nữ của Minh Thần Tông Chu Dực Quân.

## Tiểu sử
Chu Hiến Anh là đích xuất duy nhất của Hiếu Đoan Hiển Hoàng hậu. Từ sau khi hạ sinh công chúa, bà mắc nhiều bệnh nên không thể hoài thai được nữa.
Năm 14 tuổi, Minh Thần Tông phong hiệu cho hoàng trưởng nữ của mình là Vinh Xương công chúa (榮昌公主). Cùng năm đó, công chúa thành hôn với Dương Xuân Nguyên (杨春元). Năm 1600, Vinh Xương công chúa hạ sinh người con trai đầu lòng, tên là Dương Quang Quỳ (杨光夔). Năm 1606, mẹ của Dương Xuân Nguyên qua đời, phò mã hết sức đau buồn, nhịn ăn. Bảy ngày sau cái chết của mẹ mình, Dương Xuân Nguyên cũng qua đời, Vinh Xương công chúa trở thành goá phụ với 5 người con trai.
Minh thực lục chép rằng, Vinh Xương công chúa vẫn giữ mối quan hệ với các anh chị em trong hoàng tộc và thường được mời về triều đình tham dự các buổi lễ, yến tiệc.
Năm 1621, Minh Hy Tông tức  vị (con trai của Minh Quang Tông, cháu nội của Minh Thần Tông) đã tôn hiệu cho bà là Vinh Xương Đại Trưởng công chúa (榮昌大長公主).

## Phò mã đào quy
Năm Vạn Lịch thứ 32 (1604), Vinh Xương công chúa xảy ra mâu thuẫn với chồng. Minh Thần Tông biết được, đã hạ dụ trách mắng con rể của mình. Dương Xuân Nguyên phớt lờ chỉ dụ, lên kiệu quay về quê nhà ở Cố An. Minh Thần Tông tức giận đã trục xuất cha của Dương Xuân Nguyên ra khỏi triều đình, cho người đuổi theo bắt phò mã quay về kinh thành. Tuy nhiên, Dương Xuân Nguyên hối hận nên sau đó đã tự quay về kinh. Phò mã bị đưa tới Quốc tử giám để nghe thuyết giảng về khuôn phép trong 100 ngày. Cha của Dương Xuân Nguyên sau đó được phục tước. Sự kiện này được gọi là Phò mã đào quy (驸马逃归).

## Cuộc sống sau này
Năm 1644, quân của Lý Tự Thành nổi dậy, vị Hoàng đế cuối cùng của nhà Minh là Minh Tư Tông buộc phải tự tử. Bốn người con trai của Vinh Xương công chúa đều bị giết trong cuộc chiến chống quân nổi dậy. Tháng 6 năm đó, quân Thanh tràn vào Bắc Kinh. Vinh Xương công chúa phải bỏ lại tất cả tài sản của cải và được đưa về quê chồng ở Cố An cùng với người con trai duy nhất còn sống sót và 13 người cháu nội.
Năm 1647, Vinh Xương công chúa tạ thế, thọ 65 tuổi.